# Satyajit Ray
Satyajit Ray (født 2. maj 1921, død 23. april 1992) var en indisk filminstruktør, manuskriptforfatter, producent og komponist. Han anses for en af det 20. århundredes største filmmagere. Igennem sin karrieren lavede han 37 film og han modtog i 1992 en æres-Oscar. Han har desuden to gange vundet Bodilprisen for bedste ikke-europæiske film, Den ubesejrede (1956, modtaget Bodil i 1967) og Sangen om vejen (1955, modtaget Bodil i 1969).